# Undeloh
Undeloh (niederdt. Unnel) ist eine Gemeinde im Landkreis Harburg in Niedersachsen.

## Geografie

### Geografische Lage
Undeloh liegt in der Norddeutschen Tiefebene in der Lüneburger Heide vier Kilometer nordostwärts vom Wilseder Berg auf einer Höhe von 85 m ü. NN. Durch das Gemeindegebiet fließen die Seeve, der Weseler Moorbach, der Weseler Bach, der Radenbach und der Wilseder Bach.

### Nachbargemeinden
Undelohs Nachbargemeinden sind Handeloh, Buchholz, Hanstedt, Egestorf, Bispingen und Schneverdingen.

### Gemeindegliederung
Zur Gemeinde Undeloh gehören die Ortsteile Undeloh und Wesel sowie die Gehöfte Heimbuch, Meningen, Thonhof und Wehlen.

## Geschichte

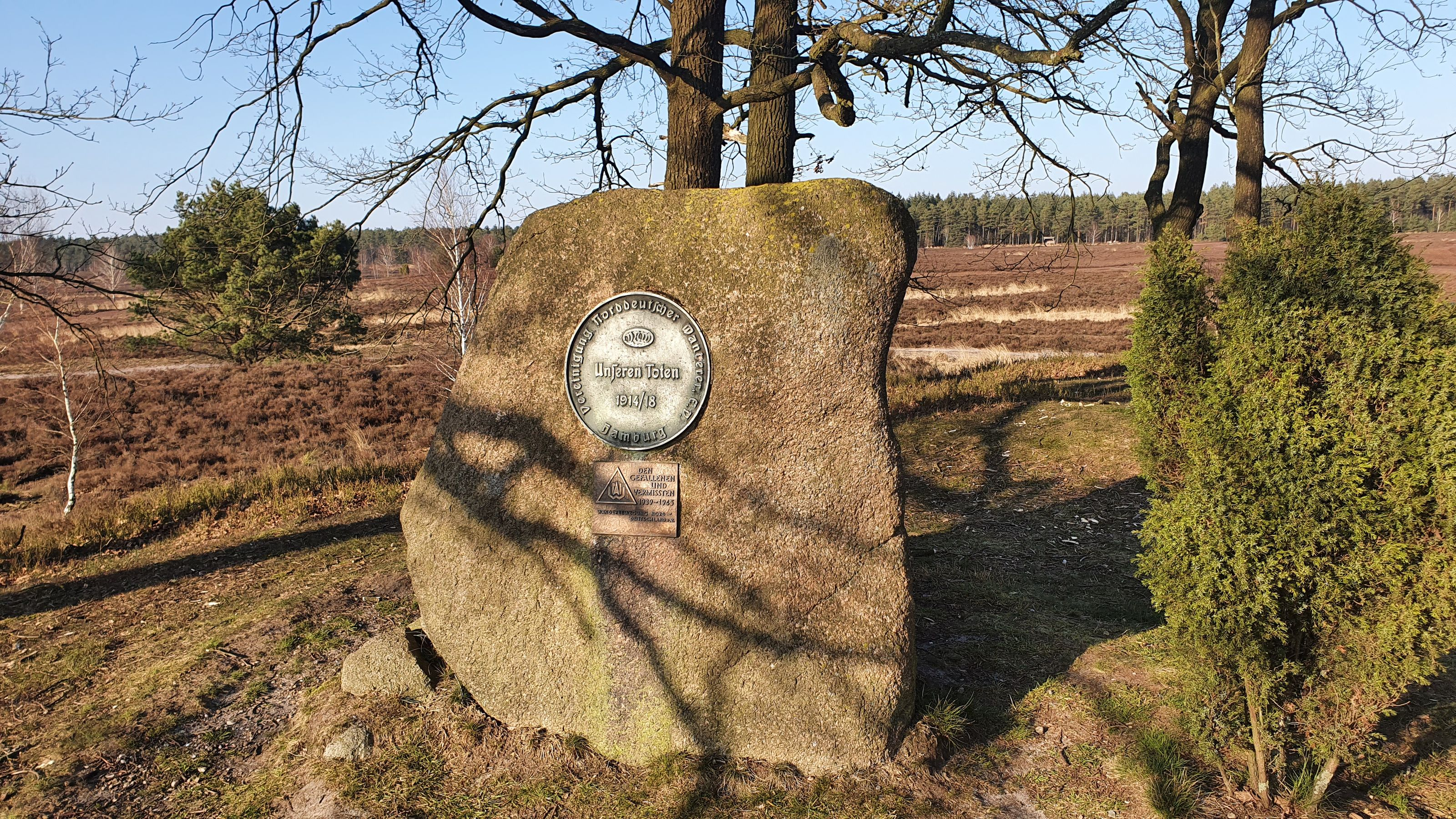
Wanderdenkmal für Kriegsgefangene und Vermisste in der Weseler Heide

Erstmals urkundlich erwähnt wurde der Ort im Jahr 1190, wobei der Ortsname Undeloh aus dem Langobardischen stammt und Quellhain bedeutet. Diese Bezeichnung bezieht sich auf das Naturphänomen des Hungerpohls, eines kleinen Teiches am Ortsrand, der in früheren Zeiten bei Trockenheit übersprudelte und in regenreichen Zeiten versiegte. 
Die Geschichte von Undeloh ist eng mit der Entwicklung der Lüneburger Heide verbunden. 
Im Mittelalter und bis in die Neuzeit war die Region durch die Heidebauernwirtschaft geprägt, deren Grundlage die Haltung der Heidschnucke war. 
Die St. Magdalenen-Kirche in Undeloh, deren Bau um 1200 begann, ist ein Beispiel für die Kombination von Findlingsmauerwerk und Fachwerk, wie sie für die Region typisch ist.
Die Gemeinde Undeloh besteht aus den sechs Ortsteilen Undeloh, Wehlen, Wesel, Meningen, Thonhof und Heimbuch. Als letzter Ortsteil wurde im Zuge der kommunalen Neugliederung am 1. Juli 1972 die ehemalige Nachbargemeinde Wehlen eingegliedert.

### Ortsname
Der Name Undeloh bedeutet „Quellhain“. Reins benennt in seiner Monographie Das Undeloher Dorfbuch den ursprünglichen Namen des Ortes mit „‚Undealoh‘ (Quellhain = Wald an der Quelle des Radenbaches)“, der langobardischen Ursprungs sei.

### Einwohner
Circa 950 Personen wohnen in Undeloh auf einer Fläche von 48,2 km².

## Politik

### Gemeinderat
Der Rat der Gemeinde Undeloh setzt sich aus elf Mitgliedern zusammen. Die Ratsmitglieder werden durch eine Kommunalwahl für jeweils fünf Jahre gewählt. Die aktuelle Legislaturperiode begann am 1. November 2021 und endet am 31. Oktober 2026.
Die vergangenen Gemeinderatswahlen ergaben folgende Sitzverteilungen:
| Wahljahr | FWU | FDP | CDU | SPD | UWG | Gesamt   |
| 2021     | 10 | 1   | −   | –   | –   | 11 Sitze |
| 2016     | – | –   | 9   | –   | –   | 9 Sitze  |
| 2011     | – | –   | 5   | 2   | 2   | 9 Sitze  |
|          | __________________________ FWU: Freie Wählergemeinschaft Undeloh UWG: Unabh. Wählergemeinschaft Undeloh |     |     |     |     |          |

### Wappen
Blasonierung: Roter Glockenturm mit grünem Dach auf grünem Schildfuß und im rechten schwarzen Feld ein goldenes Hirschgeweih mit silbernem Schädel.
Dargestellt ist zum einen das Wahrzeichen des Ortes Undeloh (Glockenturm) und zum anderen mit dem goldenen Hirschgeweih ein „Bestandteil des Wappens der ehemaligen Gemeinde Wehlen“.

## Kultur und Sehenswürdigkeiten
Der Ort liegt mit heidetypischen Häusern mitten im Naturschutzgebiet Lüneburger Heide. Die 1189 erstmals erwähnte St. Magdalenen-Kirche mit dem abseits stehenden Glockenturm ist eine sehenswerte Heidekirche. Im Ort befinden sich reetgedeckte Fachwerkhäuser.

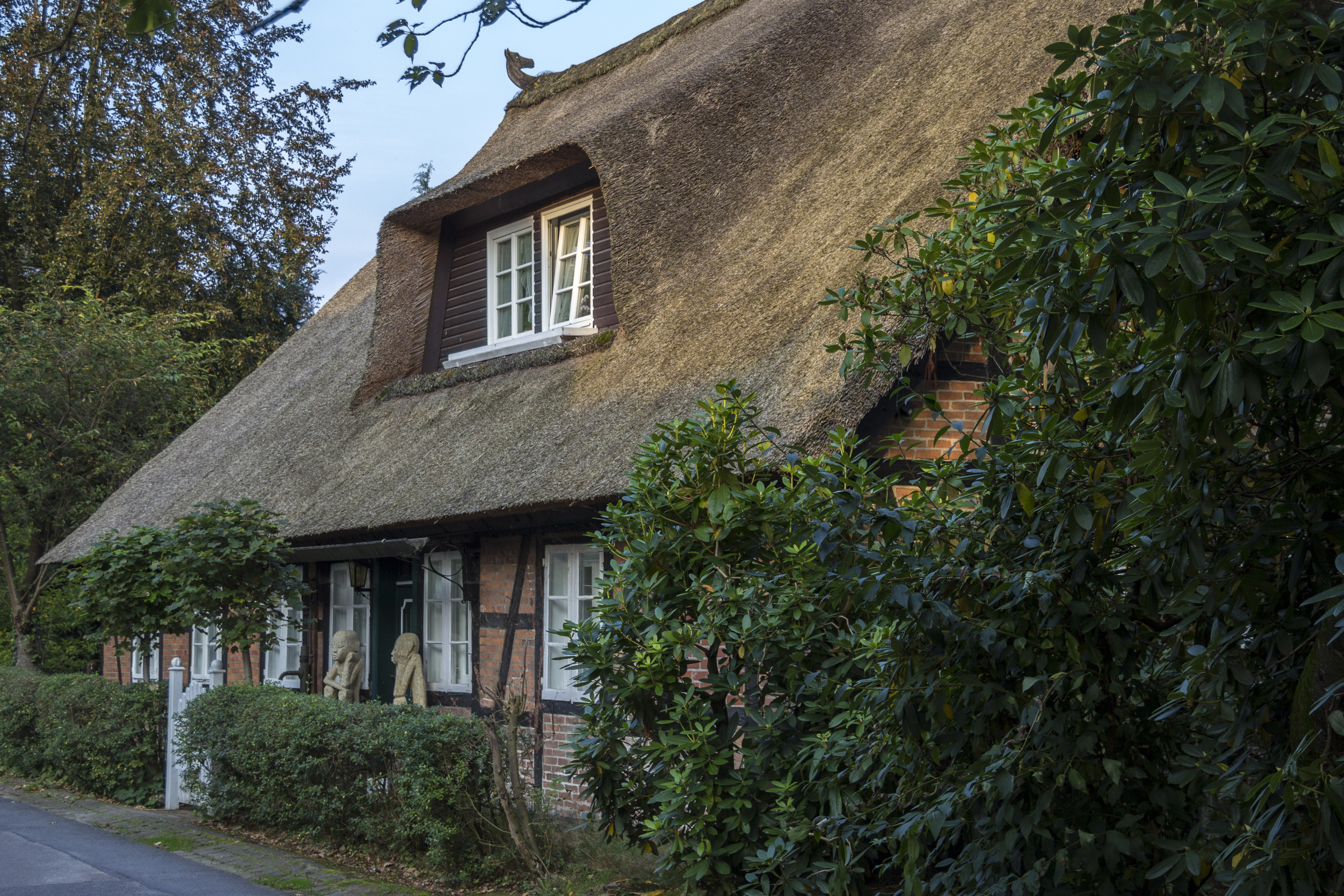
Reetgedecktes Fachwerkhaus
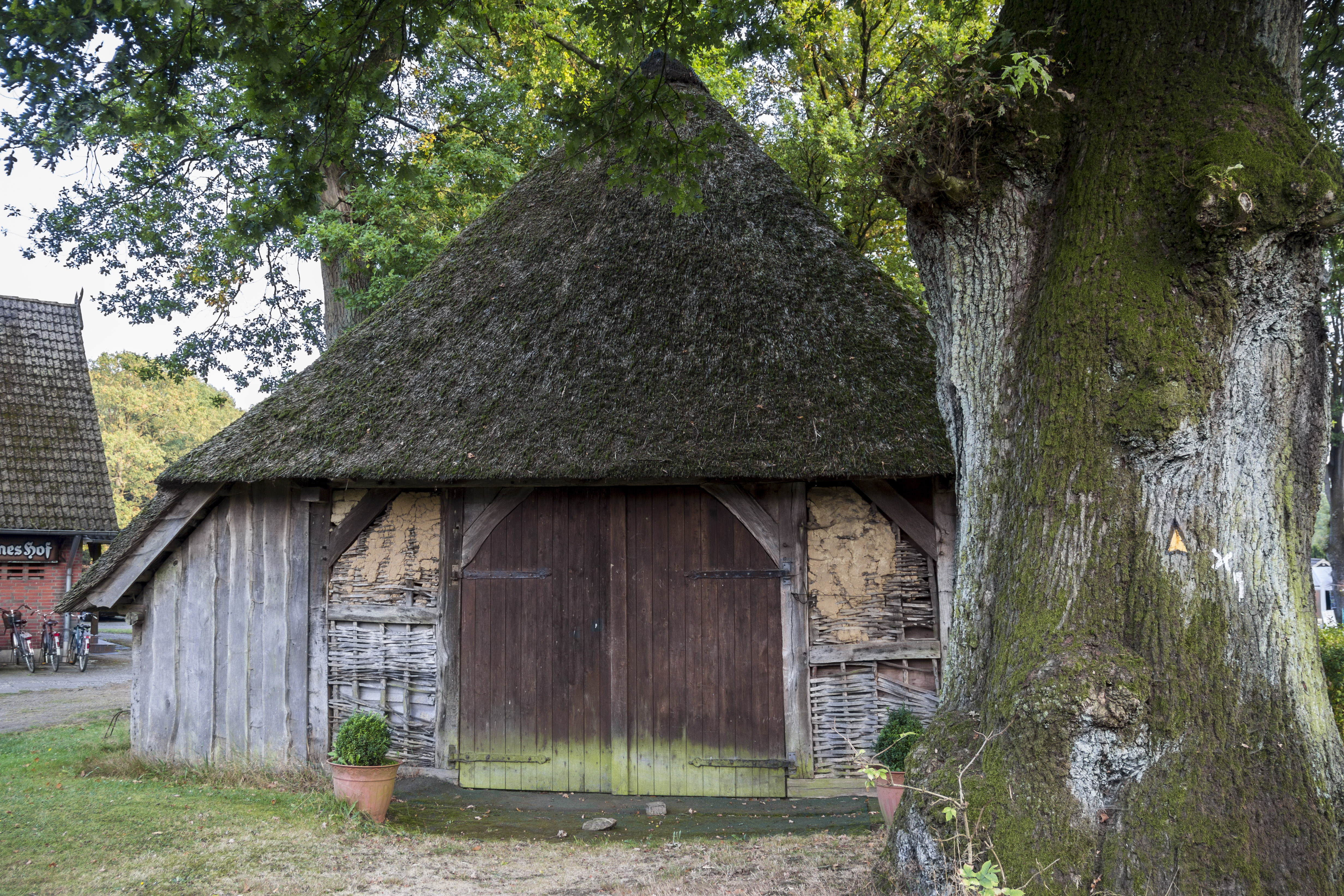
Traditionelle Scheune
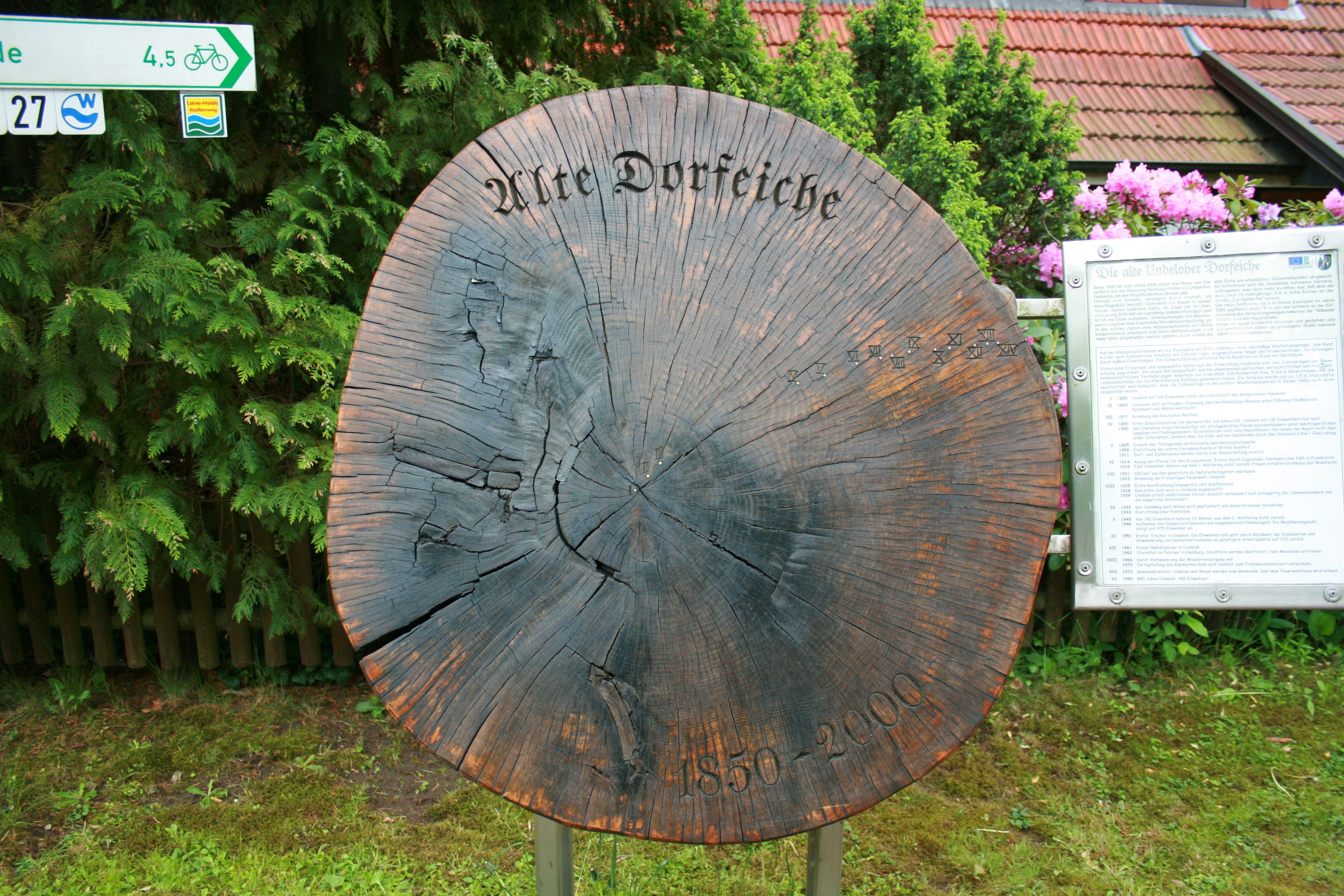
Alte Dorfeiche im Ortskern
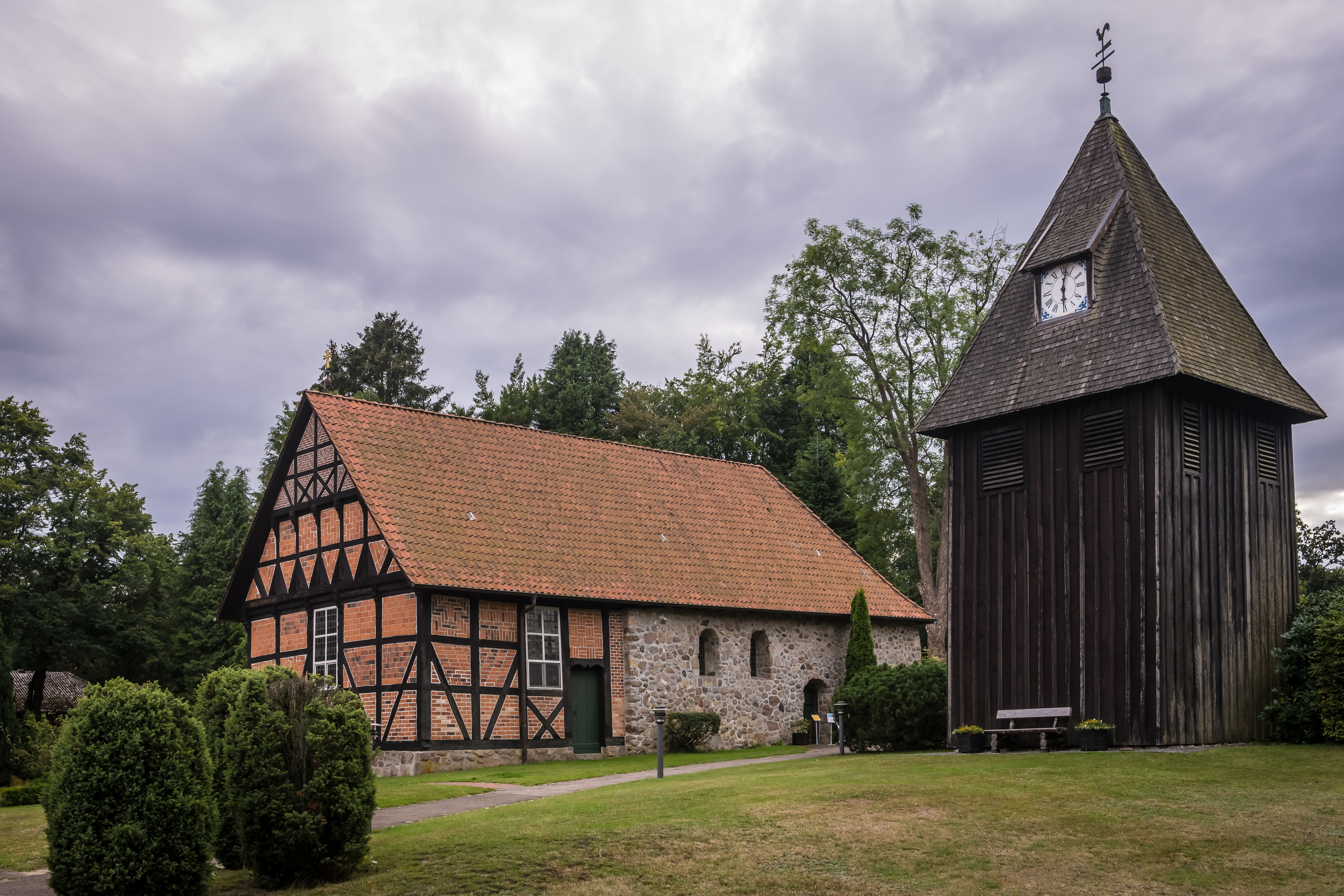
Heidekirche St. Magdalenen
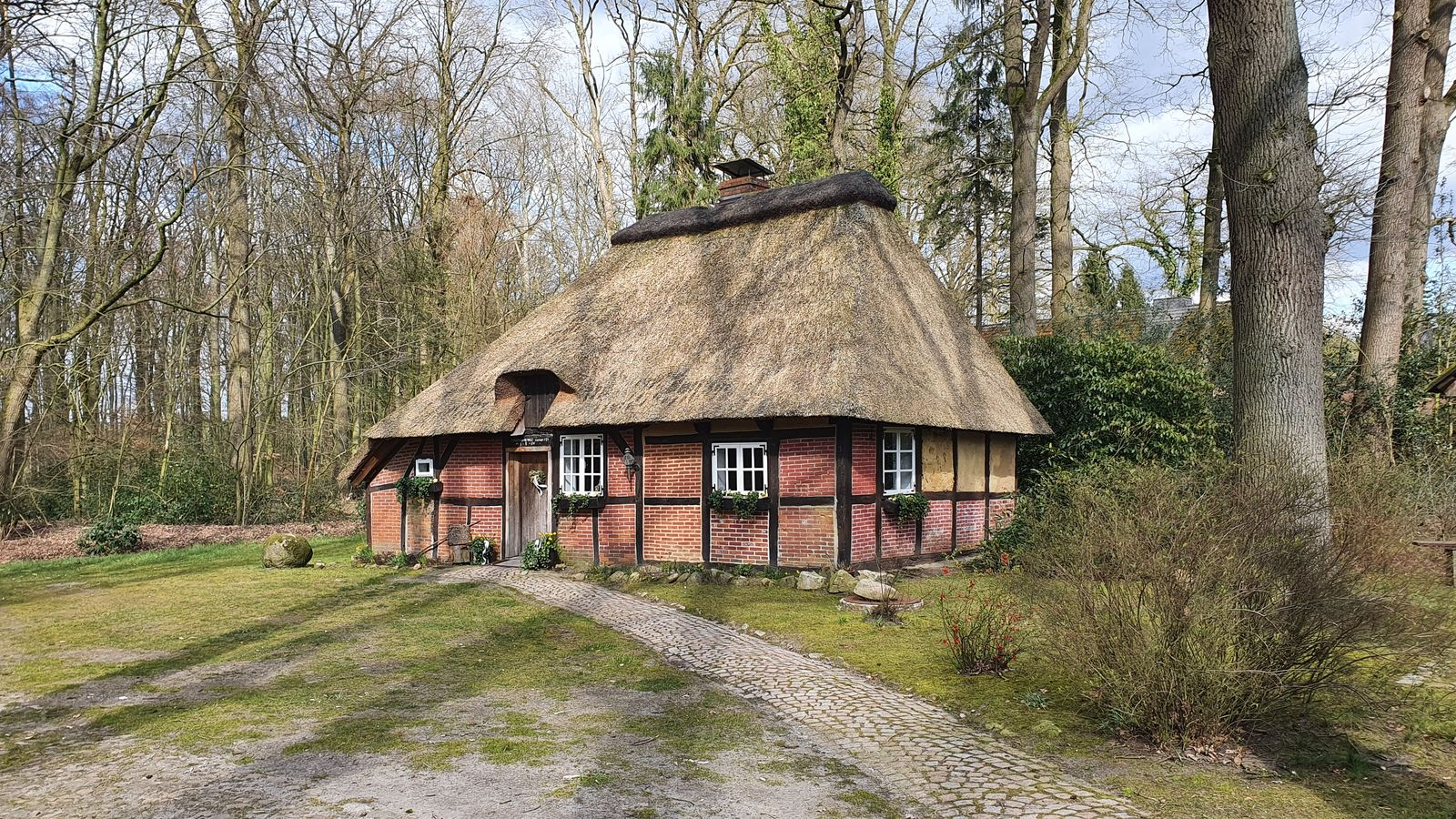
Weseler Hexenhaus

### Der Hungerpohl

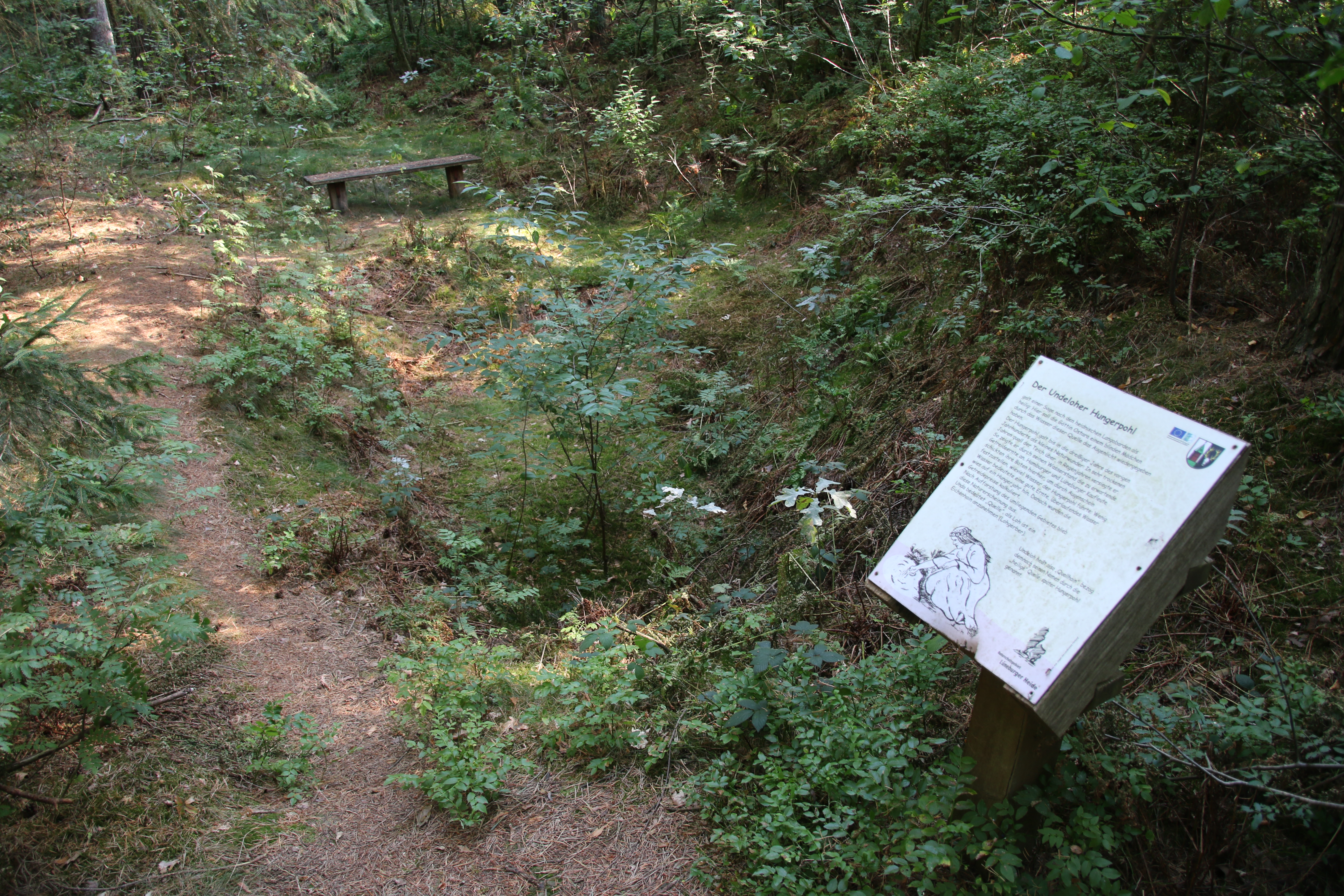
Der trocken gefallene Hungerpohl in Undeloh (Juli 2018)

Bis in die 1930er-Jahre gab es in Undeloh einen östlich vom Dorfkern gelegenen Teich, der als ein „kleines Naturwunder“ und als „Hungerpohl oder Hungerteich“ bezeichnet wurde. Bei dauerndem Regenwetter sei er komplett wasserlos gewesen, „bei großer Trockenheit dagegen voll klaren Wassers“. Reins bezieht sich bei der Darstellung des Phänomens in der Monographie Das Undeloher Dorfbuch auf Überlieferungen, nach denen eine „Teuerung bevorstand, wenn der Teich wassergefüllt war. Hamburger und Lüneburger Kaufleute sollen sich in früheren Zeiten bei ihrem Handel nach dem Wasserstand des Undeloher Hungepohls gerichtet haben“. Ein voller Teich habe zur Folge gehabt, dass der Getreideverkauf zurückgehalten worden sei, da die Kaufleute „mit Bestimmtheit ein Steigen der Preise erwarteten“. Zurückgeführt worden sei diese seit 1930 ausgebliebene Naturerscheinung auf die Quellen des Teiches, die „nur bei langer Trockenheit zum Vorschein kamen. So war der Hungerpohl im nassen Sommer 1910 völlig ausgetrocknet, während er im trockenen Sommer 1911 mehrfach überlief.“

## Wirtschaft und Infrastruktur

### Tourismus

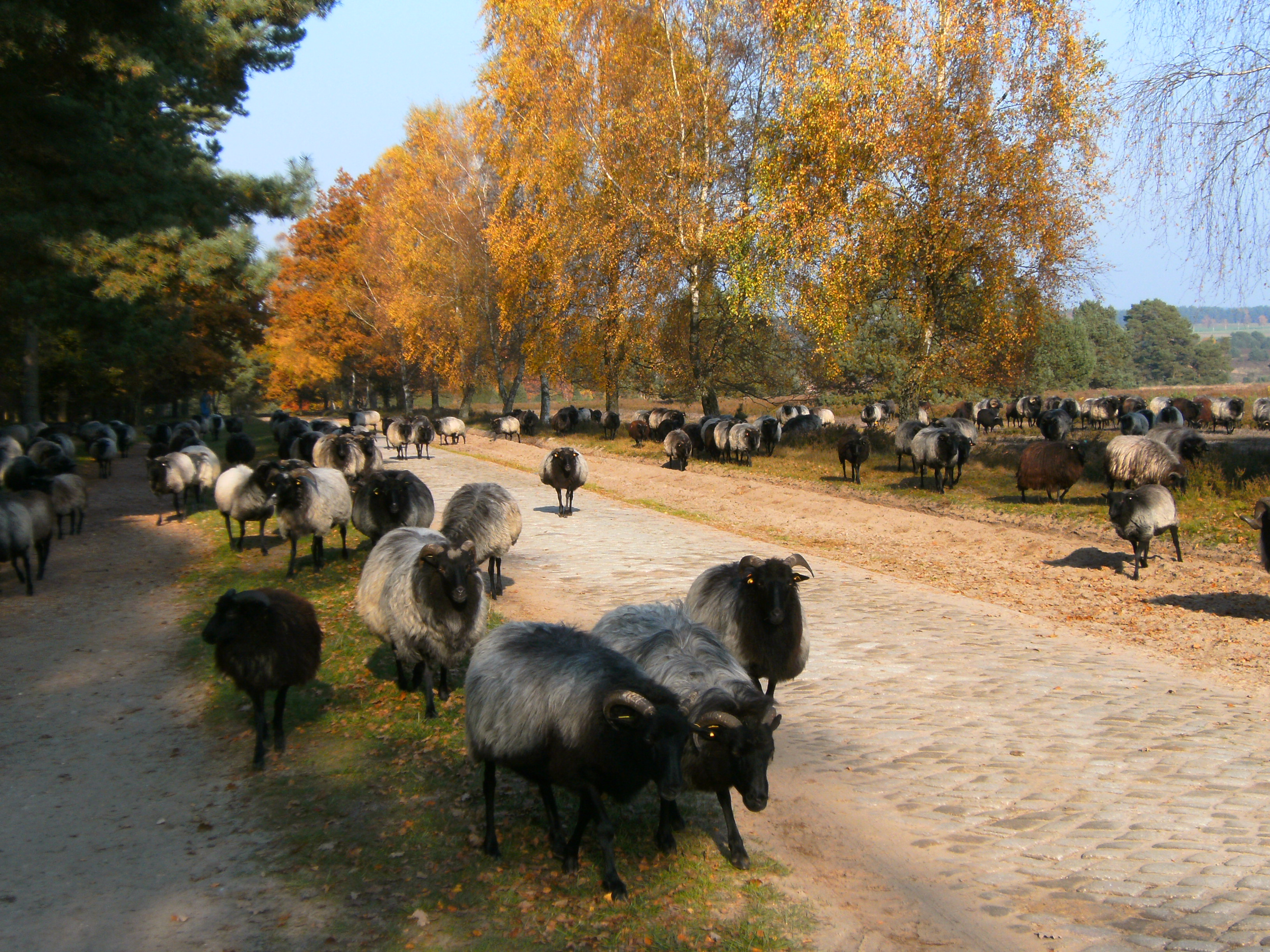
Heidschnuckenherde in der Lüneburger Heide zwischen Undeloh und Wilsede beim Überquerung einer kopfsteingepflasterten Straße

Undeloh ist ein beliebter Heide-Ausflugsort, insbesondere für den Großraum Hamburg, mit Gastronomie und Cafés sowie Hotels und dem Gerhard Lüer Haus, einer ehemaligen Jugendherberge, zum Übernachten. Im Heide-Erlebnis-Zentrum, der einstigen Altwandererherberge des VNP "Johann-Gottfried-Seume-Haus", wird zur Entstehung der Heide in der Eiszeit bis zu heutigen Pflegemaßnahmen informiert.
In Undeloh gibt es mehrere Anbieter für Kutschfahrten. Weitere Anbieter sind neben dem Parkplatz am Ortsrand an der für den Verkehr gesperrten Wilseder Straße auf dem Kutschenparkplatz anzutreffen.
In Undeloh können Fahrräder und E-Bikes ausgeliehen werden.
Geführte Fuß- oder Radwanderungen führen zu sehenswerten Plätzen in Undeloh und Umgebung.

### Rad-, Wander- und Reitwege
Das Wald- und Heidegebiet am westlich von Undeloh gelegenen Fahlenberg (Höhe 80 Meter) durchqueren mehrere dieser Wege. Die jeweiligen Wegemarkierungen sowie allgemeine Wegweiser mit Entfernungsangaben zu den umliegenden Orten und Weilern erleichtern die Orientierung. Es sind dies u. a. die Europawanderwege E1 und E9, der Radwanderweg Bispingen 4, die Nordic-Walking-Strecke 165, der Reitweg Heide-Route, der Freudenthalweg und der Heidschnuckenweg
Seeve-Radweg
Der bis an die Elbe führende Seeve-Radweg durchquert mit seinem südlichen Ring das Gemeindegebiet von Undeloh. Am Wanderparkplatz am Nordrand des Fahlenberges (Zufahrt nur von Wesel in Richtung Wehlen) weist eine Informationstafel auf Streckenverlauf und Sehenswürdigkeiten hin.
Naturistenweg

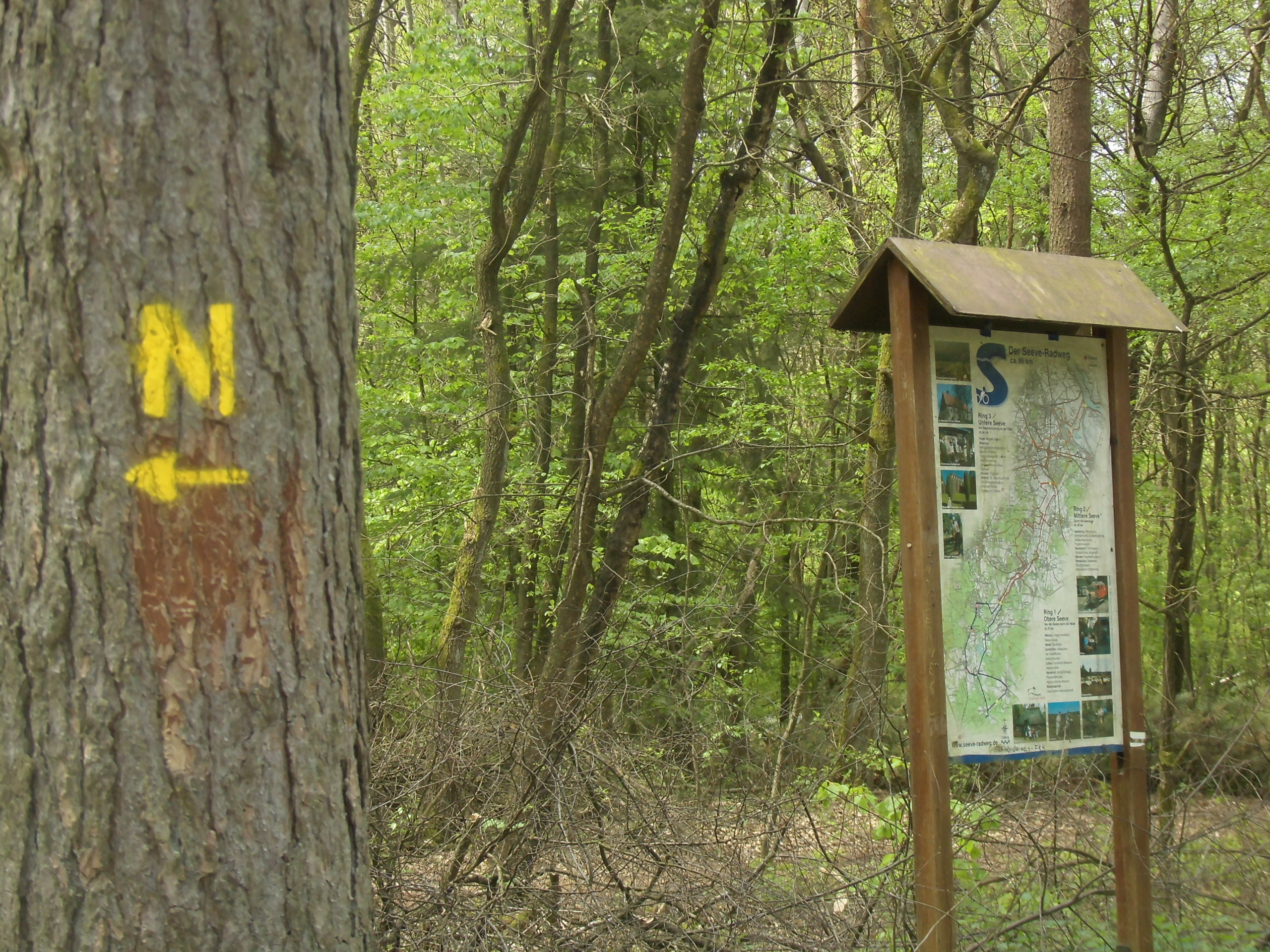
Informationstafel Seeveradweg und Markierung Naturistenweg

Der Naturistenweg Undeloh wurde von der Gemeinde für das Nacktwandern in der Natur eingerichtet. Sein 10 km langer „b“-förmiger Verlauf ist ab dem Wanderparkplatz (s. o.) mit einem gelben „N“ in beide Richtungen gekennzeichnet. Die Schleife des Naturistenweges hat eine Länge von fast 7 km. Sie kann auch von den umliegenden Orten angewandert werden.
Weitere Nacktwandermöglichkeiten bietet das unweit gelegene, an Glüsingen (Betzendorf) angrenzende Waldgebiet Süsing. Es wird seit Jahrzehnten von Nacktwanderern genutzt.
Der Naturistenweg ist nach dem Harzer Naturistenstieg die zweite Einrichtung dieser Art, aber erste und einzige in den alten Bundesländern. Er befindet sich in der Nachbarschaft zum Lichtheideheim Glüsingen und ehemaligen Anlagen wie dem Sonnenland in Egestorf oder dem Lichtschulheim Lüneburger Land.
Heidelehrwege
In Undeloh und Wesel führen diese Wege mit 7,2 bzw. 6,2 km Länge durch typische Teile der Heide-Kulturlandschaft.

### Verkehr
Die nächstgelegene Autobahn ist die Bundesautobahn 7, die über  Anschlussstelle Egestorf erreichbar ist. Während der nächstgelegene Bahnhof in Handeloh (11 km) ist, gibt es in Buchholz (22 km) ein besseres Zugangebot. Über eine zum Hamburger Verkehrsverbund (HVV) gehörige KVG-Stade-Regionalbuslinie ist Undeloh nach Egestorf und Salzhausen angebunden. Öffentliche Schulbusse fahren zu den Schulen in Egestorf, Hanstedt und Buchholz.

## Kontroverse um Asylbewerberunterbringung im Jahre 2013
Anfang 2013 war seitens des Landkreises Harburg angedacht, 29 Asylbewerber in Undeloh unterzubringen. Der Gemeinderat lehnte dies einstimmig ab. Im Zuge der öffentlichen Debatte wurden unter anderem die Beeinträchtigung des Ortsbildes und die daraus resultierende Gefahr für Tourismus und Immobilienhandel durch die Präsenz von Menschen mit von den Einheimischen abweichenden phänotypischen Merkmalen oder kulturellen Gepflogenheiten als Argumente angeführt, worüber auch in überregionalen Medien berichtet wurde. Im Mai 2013 fand der Landkreis Harburg in der Nachbargemeinde Hanstedt eine Lösung, die von der örtlichen Bevölkerung mitgetragen und umgesetzt wurde.